# Kaeru no Tame ni Kane wa Naru
Kaeru no Tame ni Kane wa Naru (japanisch カエルの為に鐘は鳴る, deutsch etwa „Die Glocke läutet für den Frosch“ oder „Dem Frosch schlägt die Stunde“) ist ein Videospiel des Action-Rollenspiel-Genres, das von „Team Shikamaru“ von Nintendos Research and Development 1 in Zusammenarbeit mit der externen Firma Intelligent Systems entwickelt wurde. Es wurde von Nintendo für den Game Boy am 4. September 1992 in Japan veröffentlicht. Der Titel ist eine Anspielung auf John Donnes Werk Devotions over Emergent Occasions, das die Phrase „… wem die Stunde schlägt“ enthält.
2011 wurde eine englischsprachige Fanübersetzung veröffentlicht.

## Handlung
In einem weit entfernten Land stehen Richard, der Prinz des Custard-Königreichs, und der Prinz des Sablé-Königreichs (der Protagonist des Spiels) seit ihrer Kindheit in freundschaftlicher Rivalität zueinander. Sie messen sich oft aneinander, obwohl ihre Auseinandersetzungen für gewöhnlich unentschieden oder mit einem knappen Sieg enden. Im Fechten jedoch ist Prinz Richard immer der Sieger. Eines Tages kommt ein Bote aus einem kleinen Nachbarkönigreich und warnt die Fürsten, dass der böse König Delarin in das Mille-Feuille-Reich eingedrungen sei und die schöne Prinzessin Tiramisu gefangen habe. In einem weiteren prahlerischen Versuch, den Sablé-Prinzen zu übertrumpfen, ergreift Richard ein Boot und dringt gegen das Königreich vor. Der Sablé-Prinz versucht aufzuholen. Auf seiner Reise werden er, Richard und weitere Personen in Frösche verwandelt, um das wahre Geschehen in diesem Königreich zu enthüllen.

### Hauptfiguren
Der Prinz von Sablé (manchmal auch als Prinz Sabure, Prinz von Sabure, Prinz Sablé, Sablé-Prinz, Fürst Sable oder Fürst von Sable bezeichnet) ist die Hauptfigur des Spiels (am Anfang vom Spieler benannt). Er ist ein gutmütiger und gutherziger Junge, obwohl er nicht auf den Wegen der Welt erzogen ist. Er verliert immer gegen Prinz Richard, wenn sie fechten. Sorglos in der Natur bleiben sie trotzdem Freunde. Das Königreich Sablé, das reichste und mächtigste Volk des Landes, hat ihm bis jetzt ein behagliches Leben beschert; er musste sich nie um Geld sorgen. Diese Erziehung hatte den Nebeneffekt, dass der Sablé-Prinz die Idee hatte, dass jedes Problem irgendwie gelöst werden könnte, indem man Geld darauf werfen würde, was er oft im Spiel macht. Durch das Trinken zweier von der Hexe Mandola gebrauter Tränke erhält er die Fähigkeit, sich in einen Frosch und eine Schlange zu verwandeln und diese Transformationen zum Fortschritt zu nutzen.
Prinz Richard – Er ist der Prinz des Custard Kingdom. Der Sablé-Prinz ist sein guter Rivale und Freund aus Kindertagen. Im Laufe des Spiels werden der Sablé-Prinz und Richard beide gegeneinander antreten, um Prinzessin Tiramisu zu retten. Durch seltsame Ereignisse wird er zusammen mit seiner gesamten Armee in einen Frosch verwandelt.
Prinzessin Tiramisu – Sie regiert das Mille-Feuille-Königreich. Die Legende von ihrer unvergleichlichen Schönheit hat sich weit und breit durch das Land verbreitet. König Delarin und seine Diener, die Croakianer, haben ihre Hand (gewaltsam) in der Ehe gesucht und sind in die Landschaft eingedrungen und haben die Burg belagert. Die Prinzessin wird auf mysteriöse Weise vermisst.
Jam – Ein Dieb aus der Stadt A La Mode. Er war zuerst dem Sablé-Prinzen feindlich gesinnt und dachte, er sei ein Mitglied der Croakianischen Armee. Ihr zweites Treffen beinhaltete, dass er das gesamte Geld des Sablé-Prinzen stahl. Schließlich erkannten die beiden das Missverständnis und wurden freundlich miteinander. Er trägt eine Augenklappe und ähnelt einem Pirat. Er wird auch von Mandola in einen Frosch verwandelt.
Mandola – Eine Hexe, die eine Brille trägt. Sie allein weiß, wie man König Delarin zerstören und das Königreich wiederherstellen kann. Sie hat einen Aasvogel, einen Kondor-ähnlichen Vogel namens Polnareff als Haustier. Sie weiß auch, wie man Zaubertränke brauen kann. Am Ende des Spiels zeigt sich, dass Mandola und Prinzessin Tiramisu ein und dasselbe sind.
König Delarin – Er ist der Antagonist des Titels. Er hat Prinzessin Tiramisu gefangen genommen und die Croakian Armee freigelassen, um Verwüstung innerhalb des Mille-Feuille-Königreichs zu verursachen. Es wird später offenbart, dass er tatsächlich eine Schlange ist und plant, alle Frösche im Königreich für ein Festmahl zusammenzutragen.
Dr. Arewo Stein – (Dr. Knitt Witt in der Fan-Übersetzung) Arbeitet als Wissenschaftler bei Nantendo Inc. Er liebt Wasabi und schafft mehrere Erfindungen, um Prinz Sable zu helfen, vor allem der Ikari-Z, ein fahrbarer Mech, durch das Spielen der Z-Flöte aufgerufen werden.

## Genre

### Gameplay
Die Bewegung des Spiels ist in zwei Arten unterteilt:
Bird's-Eye Scrolling – Eine Draufsicht, die nur in Dörfern, Städten, Feldern und ähnlichen Bereichen gezeigt wird. Wie im Legend-of-Zelda-Franchise bewegt sich der Sablé-Prinz nach oben, unten, links und rechts auf dem D + Pad in diese Richtung. Gegner sind sichtbar, und der Spieler kann mit dem Kampf anfangen, indem er auf sie stößt. Der Großteil des Spiels findet in diesem Stil statt.
2D-Platforming – Eine Seitenansicht, die nur in Dungeons, Höhlen, Schlössern und anderen ähnlichen Orten im Spiel gezeigt wird, ähnlich wie Metroid, Kid Icarus und andere Side-Scrolling Platformer. Das Steuerkreuz bewegt den Sablé-Prinz nach links und rechts, während aufwärts Kletterleitern reserviert sind und nach oben schauen. Beim Nachsehen kann Prinz Sablé einen Supersprung durchführen. Wie in der Draufsicht sind Feinde in dieser Perspektive sichtbar; Der Spieler kann mit dem Kampf beginnen, indem er in sie stößt. Metroid und Metroid II: Return of Samus waren die einzigen vorherigen Spiele von Makoto Kanoh, dem Produzenten dieses Spiels. Eine ähnliche Mechanik findet sich auch in The Legend of Zelda: Link’s Awakening.

### Feindliche Schlachten
Wenn Spieler den Sablé-Prinz dazu bringen, einen Feind zu berühren, verlagert sich das Spiel nicht in eine Kampfszene. Stattdessen tritt eine Staubwolke auf, wenn der Kampf außer Sichtweite kommt. Als weitere Trennung vom RPG-Genre wählt der Spieler nicht aus einer Reihe von Menübefehlen. Stattdessen beobachtet der Spieler nur den Kampf. Dies führt zu einem Verlust der körperlichen Stärke, während sich der Sablé-Prinz und der Feind gegenseitig angreifen. Wenn der Zobelprinz bedeutend stärker ist als der Feind, dem er gegenübersteht, wird der Feind sofort besiegt und lässt Sie im Grunde diesen Kampf überspringen. Sieg oder Niederlage in einer typischen Schlacht werden durch die Stärke und Waffe des Sablé-Prinzen, Angriffsgeschwindigkeit, Rüstung und Verteidigung und die gegnerischen Werte gemessen. Wenn eine Taste während eines Kampfes gedrückt wird, kann der Spieler wählen, einen Gegenstand zu benutzen oder wegzulaufen. Gegenstände machen verschiedene Dinge im Kampf. Zum Beispiel betäubt Wasabi temporär Feinde und Sägen, die Baumfeinden massiven Schaden zufügen. Weglaufen kann scheitern, und es ist unmöglich, vor bestimmten Feinden davonzulaufen, normalerweise Bossen. Für Bosse muss der Spieler den Lebensriegel des Sablé-Prinzen füllen und die mächtigsten Gegenstände an bestimmten Punkten finden, bevor er gegen jeden Boss kämpft, um gegen sie zu gewinnen. Wenn der Sablé Prinz siegt, erhält er Geld, Herz oder andere Gegenstände. Wenn er verliert, wird er von einem „Krankenhaus“ in der Stadt, die er zuletzt besucht hat, neu starten, aber das Geld behalten, das er hatte, als er umkam. Nach der Wiederbelebung im Krankenhaus wird der Prinz nur 3 Herzen haben, die Sie für Heilung bezahlen müssen oder die Stadt verlassen, um anderswo Herzen zu suchen.

### Transformationen
Im Laufe der Geschichte wird der Sablé-Prinz die Fähigkeit haben, sich in einen Frosch und später in eine Schlange zu verwandeln. Frösche, Schlangen und Menschen haben jeweils ihre eigenen speziellen Fähigkeiten, von denen manche zu wechseln brauchen, um durch das Spiel zu kommen.
Mensch – Die Form, mit der der Sablé-Prinz beginnt. Der Mensch hat eine größere Menge an Angriffskraft als die beiden anderen Formen. Wenn der Prinz versucht, als Mensch in das Wasser einzudringen, wird er entweder ertrinken oder sich in einen Frosch verwandeln (erst nachdem er Mandolas ersten Trank getrunken hat). Um wieder in diese Form zu verwandeln, muss der Sablé Prinz eine Freudenfrucht essen oder sterben. Er wird beim Erwachen in einem Krankenhaus zur menschlichen Form zurückgekehrt.
Frosch – Nachdem Mandola dem Sablé-Prinzen den Frosch-Trank verliehen hat, kann der Sablé-Prinz durch Betreten von Wasserflächen in einen humanoiden Frosch verwandelt werden. Diese Form hat die höchste Sprunghöhe. Mit diesem Formular kann der Prinz sicher Wasser betreten und mit realen Fröschen und einigen Soldaten sprechen (ohne sie zu bekämpfen). Wenn der Prinz in der Froschform einen Insekten-artigen Feind berührt, wird er sich nicht in einen Kampf einmischen – er wird es „essen“ und ein Herz erobern. Diese Form kann keine Schlangen oder andere Feinde bekämpfen, als Insekten-artige Feinde, und Schlangen werden davon angezogen. Prinz Richard, der Sablé-Prinz, Jam und viele andere können diese Form annehmen.
Schlange – Durch das Trinken von Mandolas zweitem Trank kann nur der Sablé-Prinz diese Form annehmen. Wenn der Sablé Prinz ein Hot Springs Ei isst, verwandelt er sich in eine Schlange. Es erlaubt dem Sablé-Prinz, durch enge Löcher zu gehen und mit echten Schlangen zu sprechen, ohne sie zu bekämpfen. Während diese Form nicht kämpfen kann, können Sie schwache Feinde beißen und sie in Blöcke verwandeln. Schlangenform hat die niedrigste Sprunghöhe. Wenn der Sablé-Prinz in der Schlangenform auf einen Frosch stößt, erschreckt er ihn, lässt ihn fliehen und bewegt sich vom Bildschirm.

## Verwandte Veröffentlichungen

### Virtual Console
Kaeru no Tame ni Kane wa Naru wurde am 5. September 2012 in Japan als herunterladbarer virtueller Konsolentitel auf dem Nintendo 3DS veröffentlicht. Der Preis des Spiels liegt bei 400 Yen.

### Musik
Zwei offizielle CD-Alben von Club Nintendo Japan enthalten je einen Song von Kaeru no Tame ni Kane wa Naru. Ein Album ist das Peach – Healing Music Album, welches eine langsam geremixte Version des Oberweltthemas des Originalkomponisten Kazumi Totaka enthält. Das andere Album ist das Luigi – B-Side Music Album, welches das ursprüngliche Thema der Oberwelt enthält.
Der bekannte Song Totaka’s Song, komponiert von Kazumi Totaka, kann in diesem Spiel gefunden werden. Um ihn zu hören, muss der Spieler nach der dritten Quest in der Burg in die Hafenstadt zurückkehren, dann nach links und aufwärts in den Laden neben dem Boot gehen und drei Minuten und 30 Sekunden wartet. Eine Remixversion des Hauptthemas erscheint als freischaltbare Platte in der japanischen Version von WarioWare DIY.

### Andere Auftritte in Medien
Mehrere Charaktere und Gegenstände aus Kaeru no Tame ni Kane wa Naru, darunter Prinz Richard, haben Cameos im Game-Boy-Titel The Legend of Zelda: Link's Awakening. Dr. Arewo Stein (Dr. Knitt Witt in der Fanübersetzung), der Nintendo-Mitarbeiter aus Kaeru no Tame ni Kane wa Naru, erscheint in Wario Land 4 als Mitforscher in den Bonusräumen und als Projektil. Ein „Sticker“ des Sablé-Prinzen (der im Spiel als Sabure-Prinz bezeichnet wird) kann im Schatzkammerbereich des Wii-Titels Super Smash Bros. Brawl gesammelt werden. Der Protagonist erscheint unter dem Namen Sablé-Prinz als mit dem Unterstützungstrophäen-Feature herbeigerufener Charakter in Super Smash Bros. für Nintendo 3DS und Wii U.